# 아인슈타인 상
아인슈타인 상 (Einstein Prize)은 2003년부터 미국 물리학회에서 2년마다 수여하는 상이다. 수상자는 중력물리학 분야에서 뛰어난 업적을 이룬 사람으로 선정된다. 이 상은 특수상대성 이론과 일반상대성 이론을 집필한 알베르트 아인슈타인의 이름을 따서 명명되었다. 이 상은 1999년 초에 제정하였고, 2013년 기준으로 이 상의 가치는 미화 1만 달러이다.

## 수상자 목록
| 년도 | 수상자 이름       | 업적 |
| 2003 | 존 아치볼드 휠러  | 중력복사, 양자 중력, 블랙홀, 시공간 특이점, 아인슈타인 방정식의 대칭성을 포함한 일반 상대성 이론의 선구적 연구와 일반 상대성 이론 연구자 세대에게 리더십과 영감을 제공한 공로 |
| 2003 | 피터 버그만       | 중력복사, 양자 중력, 블랙홀, 시공간 특이점, 아인슈타인 방정식의 대칭성을 포함한 일반 상대성 이론의 선구적 연구와 일반 상대성 이론 연구자 세대에게 리더십과 영감을 제공한 공로 |
| 2005 | 브라이스 디윗     | 중력 물리학, 특히 양자 중력, 게이지 이론, 굽은 시공간에서의 아브라함-로렌츠 힘 방사선 반응, 수치 상대성 이론에 대한 광범위한 독창적 기여와 학생들에게 영감을 준 공로          |
| 2007 | 라이너 바이스     | 광학 간섭법을 기반으로 한 중력파 검출기 개발에 근본적인 기여를 하여 레이저 간섭계 중력파 관측소의 성공적인 운영을 이끈 공로                                                   |
| 2007 | 로널드 드레버     | 광학 간섭법을 기반으로 한 중력파 검출기 개발에 근본적인 기여를 하여 레이저 간섭계 중력파 관측소의 성공적인 운영을 이끈 공로                                                   |
| 2009 | 제임스 하틀       | 상대론적 별, 굽은 시공간 속의 양자장론. 특히, 양자 우주론에 대한 광범위한 기본적 기여를 한 공로                                                                               |
| 2011 | 에즈라 뉴먼       | 뉴먼-펜로즈 형식주의, 커-뉴먼 계량, 천구, 널 엽층 이론을 포함한 이론적 상대성이론에 대한 뛰어난 기여를 한 공로                                                                |
| 2013 | 어윈 샤피로       | 중력의 상대성 이론에 대한 태양계 실험에 기여한 공로. 특히, 샤피로 지연 효과를 제안하고 측정한 공로                                                                            |
| 2015 | 야코브 베켄슈타인 | 블랙홀 엔트로피에 관한 획기적인 연구로 블랙홀 열역학 분야를 개척하고 양자 역학과 중력을 통합하려는 오랜 노력에 변화를 가져온 공로                                             |
| 2017 | 로버트 월드       | 고전적 및 준고전적 중력 연구에 근본적인 기여를 한 공로, 특히 블랙홀 엔트로피에 대한 일반 공식을 발견하고, 곡면 시공간에서 양자장론을 엄격하게 공식화한 공로                   |
| 2019 | 압하이 아쉬테카르 | 블랙홀 이론, 정식 양자 중력, 양자 우주론을 포함하여 일반 상대성 이론에 대한 수많은 선구적 기여를 한 공로                                                                      |
| 2021 | 클리포드 마틴 윌  | 중력파 이론, 천체물리학적 블랙홀, 중성자별 이론을 이용한 일반 상대성 이론의 관측 테스트에 대한 뛰어난 공헌을 한 공로                                                          |
| 2021 | 사울 테우콜스키   | 중력파 이론, 천체물리학적 블랙홀, 중성자별 이론을 이용한 일반 상대성 이론의 관측 테스트에 대한 뛰어난 공헌을 한 공로                                                          |
| 2023 | 게리 호로비츠     | 고전적 중력과 현 이론의 중력적 측면에 대한 근본적인 기여를 한 공로 |

## 같이 보기
- 알베르트 아인슈타인 메달